# László Rudas
László Rudas, född 21 februari 1885 Sárvár, död 29 april 1950 i Budapest, var en ungersk politiker och marxist-leninistisk filosof. Han var funktionär inom Komintern och medgrundare av Ungerns kommunistiska parti. År 1938 greps Rudas i samband med den stora utrensningen, men han släpptes inom kort. Rudas tilldelades Kossuthpriset år 1949.